# Джанхой-Хутір
Джанхой-Хутір (рос. Джанхой-Хутор) — село у Курчалоївському районі Чечні Російської Федерації.
Населення становить 0 осіб. Входить до складу муніципального утворення Енікалінське сільське поселення.

## Історія
Згідно із законом від 20 лютого 2009 року органом місцевого самоврядування є Енікалінське сільське поселення.

## Населення
| 2002 | 2010 |
| ---- | ---- |
| 0    | →0   |